# The Rifles
Los Rifles (originalmente The Rifles) es un regimiento de infantería del Ejército Británico. Formado en 2007, consiste de cinco batallones regulares y tres de reserva, incluyendo otras compañías de reservistas del ejército. Desde la formación del regimiento, ha participado de operaciones de combate, principalmente en la guerra de Irak y la guerra de Afganistán. Cabe recalcar que cuando hablamos de Reino Unido no solamente estamos hablando de Inglaterra sino también de otras naciones como Gales o Irlanda que junto a Inglaterra conforman el Reino Unido

## Historia
Los Rifles se crearon como resultado de la Estructura Futura del Ejército. Según el anuncio original, la División Ligera habría permanecido esencialmente sin cambios, con la excepción de la Infantería Ligera que ganó un nuevo batallón a través de la unión de otros dos regimientos, y ambos obtuvieron un batallón de reserva dentro del Ejército Territorial (TA). Sin embargo, el 24 de noviembre de 2005, el Ministerio de Defensa anunció que los cuatro regimientos se fusionarían en un solo regimiento de cinco batallones. Los batallones regulares de Los Rifles se formaron el 1 de febrero de 2007 por la fusión de los cuatro Regimientos de Infantería Ligera y la División Ligera de la siguiente manera:
- 1.er Batallón de Los Rifles (formado por el 1.er Batallón, Regimiento de Devonshire y Dorset, y el 1.er Batallón de Gloucestershire Real, Berkshire y el Regimiento de Wiltshire)
- 2º Batallón de Los Rifles (formado por el 1.er Batallón, Camisas Verdes Reales)
- 3.er Batallón de Los Rifles (formado por el 2º Batallón, Infantería ligera)
- 4º Batallón de  Los Rifles (formado por el 2º Batallón, Camisas Verdes Reales)
- 5º Batallón de Los Rifles (formado por el 1.er Batallón, Infantería Ligera)
- 6º Batallón de reserva de Los Rifles (formados por los Voluntarios del Rifle)
- Séptimo Batallón de reserva de Los Rifles (formados por los Voluntarios Reales de los rifles menos la Compañía del Regimiento Real de la Princesa de Gales, pero con las dos Compañías sobrevivientes (F y G) de los 4.º (V) y 5.º (V) Batallones de los Camisas Verdes Reales e incluyendo al regimiento de Londres)

El segundo, tercer y cuarto batallón combatió en Irak, en Basra, durante las etapas más duras de la guerra de Irak, incluyendo la retirada del palacio de Basra en septiembre de 2007.
El 1.er Batallón estuvo presente en Afganistán entre octubre de 2008 y abril de 2009, permaneciendo en tierra y asesorando al Ejército Nacional Afgano en la provincia de Helmand. El 5.º Batallón fue una de las últimas unidades del ejército británico en abandonar Irak en mayo de 2009. El 4.º Batallón proporcionó cobertura de seguridad para las elecciones en Afganistán y participó en la Operación Garra de Pantera en el verano de 2009. Al mismo tiempo, el 2.º Batallón fue desplegado en Sangin y fue relevado a su debido tiempo por el 3.er Batallón. El primer batallón regresó al distrito Nahri Sarah de Afganistán en abril de 2011, para luego ser relevado por el segundo y quinto batallón en octubre de 2011. En marzo de 2018, el 2.º Batallón regresó a casa después de un despliegue operativo de seis meses en Irak en apoyo de la Operación Shader.

## Organización
El regimiento tiene cinco batallones regulares y tres de reserva, cada uno cumpliendo un rol de infantería específico:
- El 1.er Batallón, una fusión del 1.er Batallón del Regimiento de Devonshire y Dorset y el 1.er Batallón del Regimiento Real de Gloucestershire, Berkshire y Wiltshire. Inicialmente configurado en el rol de infantería ligera como parte de la 3.ª Brigada de Comando, se trasladó a la 160 Brigada de Infantería y al Cuartel General de Gales bajo las nuevas reformas del ejército. El personal estaba basado en los cuarteles de Beachley, Chepstow.
- El 2.º Batallón, un rediseño del 1.er Batallón de los Camisas Verdes Reales. Inicialmente cumplían el rol de infantería ligera, sin embargo, se movieron a la Brigada Irlandesa bajo las reformas del ejército. El personal está acuartelado en Thiepval, Lisburn.
- El 3.er Batallón, una nueva designación del 2.º Batallón de asalto ligero. El personal se encuentra en las barracas de Dreghorn, Edimburgo, en Escocia. La Princesa Alejandra de Kent sirve como su Coronel real.
- El 4.º Batallón es un apéndice del anteriormente 2.º Batallón de los Camisas Verdes Reales. Permanecen actualmente con una brigada que ahora se designa como la 1.ª Brigada de Infantería Blindada. El personal se encuentra en el cuartel de Nueva Normandía en la guarnición de Aldershot. El batallón se convertirá en un batallón de infantería especializado, para proporcionar una mayor contribución a la lucha contra el terrorismo y la construcción de la estabilidad en el extranjero.
- 5.º Batallón - Especializados en infantería mecanizada, forman parte de la 20.ª Brigada Blindada, el personal se encuentra en el campamento de Bulford.
- 6.º y 7.º batallón: Batallones de reserva acuartelados en Kensington, con subunidades en todo el territorio del reino.
- 8.º Batallón: el 15 de diciembre de 2016, el Secretario de Defensa anunció que se formaría un nuevo batallón de reserva de Los Rifles. El nuevo batallón estará bajo control operativo de la 38.ª Brigada de Infantería. Se formó oficialmente el 1 de noviembre de 2017. El batallón cubre principalmente las áreas del condado de Durham, Yorkshire, Shropshire y Birmingham, con sede en Bishop Auckland, condado de Durham.

- Datos: Q2920229
- Multimedia: The Rifles / Q2920229